# Retrat de la senyora Anita amb vestit vermell
Retrat de la senyora Anita amb vestit vermell és un quadre de Benet Mercadé i Fàbrega pintat el 1872 que actualment forma part de la col·lecció permanent del Museu Nacional d'Art de Catalunya. Dipòsit de la Reial Acadèmia Catalana de Belles Arts de Sant Jordi de Barcelona el 1902, va ingressar definitivament al museu el 1906.

## Descripció
Pintor extraordinàriament fecund, amb una extensa producció, Benet Mercadé constitueix una manifestació epigònica d'un procés de pervivència del natzarenisme al Principat. La seva obra té punts de contacte amb els models figuratius i compositius introduïts per Claudi Lorenzale, principal representant del primitivisme pictòric català. Tot i respondre a uns criteris de gust i a uns paràmetres estètics diferents, la relació de subordinació de la producció de Mercadé respecte de la de Lorenzale, la palesa el conreu d'una temàtica històrica i religiosa. En aquest sentit, cal recordar la participació de Mercadé en algunes de les exposicions nacionals de belles arts que van tenir lloc a Madrid i que van reflectir l'eclosió de la pintura d'història a Espanya. Fins i tot, algunes de les composicions de Mercadé denoten l'ús d'una paleta molt fosca i uns colors terrosos, evocadors d'algunes de les característiques més estereotipades i definitòries de l'estil de Lorenzale.
Tanmateix, el retrat que comentem, amb un registre cromàtic molt càlid, constitueix una manifestació paradigmàtica de l'adhesió del pintor al realisme. Amiga de l'artista, amb qui va conviure uns anys, aquesta misteriosa dona, que segons els testimonis de l'època va mantenir sempre una actitud d'abnegada dedicació i veneració a Mercadé, va ser retratada almenys en una altra ocasió per l'artista, tal com certifica una altra pintura d'ella conservada al MNAC. Per tant, podem apuntar com una hipòtesi plausible que Anita, de manera ocasional, fes de model per al pintor.